# Erkki Pakkanen

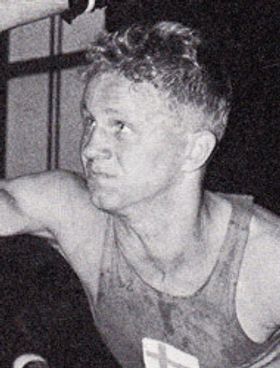
Erkki Pakkanen

Erkki Olavi Pakkanen (* 19. April 1930 in Elimäki; † 23. April 1973 in Kouvola) war ein finnischer Amateurboxer (Leichtgewicht). Er war Bronzemedaillengewinner bei den Olympischen Sommerspielen 1952 in Helsinki.
Gegen den späteren Olympiasieger Aureliano Bolognesi aus Italien musste Pakkanen im Halbfinale eine 0:3-Niederlage einstecken. Am Ende gewann er hinter Bolognesi, Aleksy Antkiewicz aus Polen und zusammen mit Gheorghe Fiat aus Rumänien die Bronzemedaille.
1952 hatte er auch bei den finnischen Boxmeisterschaften den dritten Platz geholt.